# Gonolek de Barbarie
Laniarius barbarus
Espèce
Statut de conservation UICN

 LC  : Préoccupation mineure
Le Gonolek de Barbarie (Laniarius barbarus) est une espèce d’oiseaux de la famille des Malaconotidae.

## Répartition
Cette espèce vit en Afrique équatoriale depuis le Sénégal et la République démocratique du Congo jusqu'à l'Éthiopie à l'est.

## Histoire et taxonomie
En 1760 le zoologiste et physicien Français Mathurin Jacques Brisson a inclut le gonolek de barbarie dans son ouvrage intitulé "Ornithologie" en se basant sur un spécimen provenant du Sénégal.

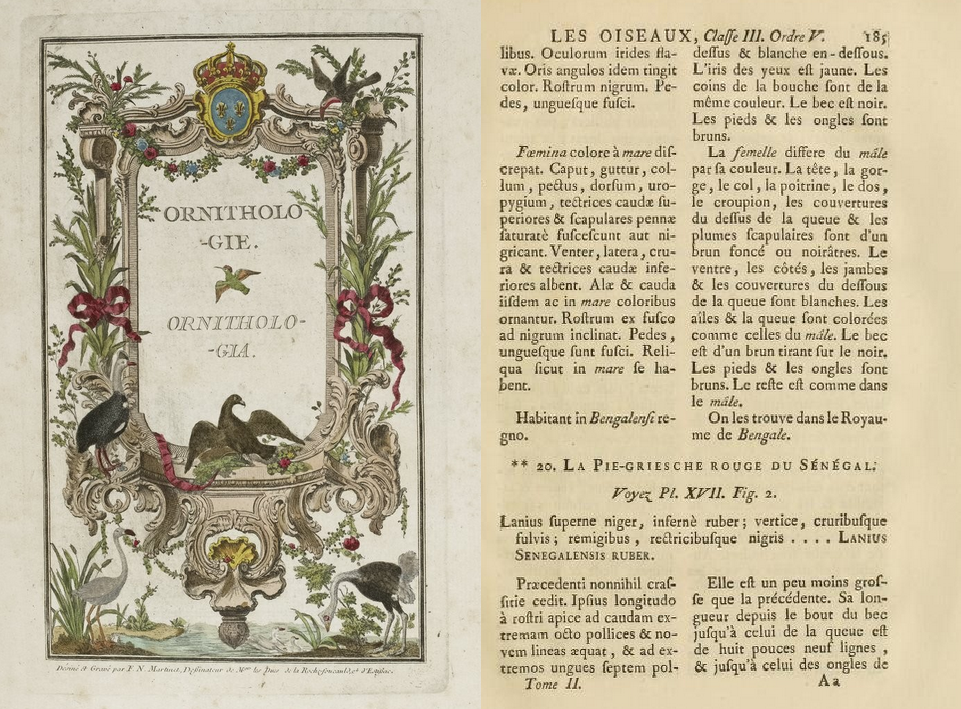
Illustration de l'ouvrage de Mathurin Jacques Brisson (1760) et article relatif au Gonolek de Barbarie (ici nommé Pie-Griesche Rouge du Sénégal)

Il utilise pour le décrire le nom pie-griesche rouge du Sénégal qu'il traduit en latin par Lanius Senegalensis ruber.
Dans l'illustration de cet article on constate la présence de deux étoiles, qui indiquent que Brisson a basé sa description sur l'examen direct d'un spécimen. Bien que Brisson emploi des noms latins pour caractériser l'espèce, sa nomenclature ne respecte pas la nomenclature binominale créée par Carl Von Linné et n'est pas reconnue par la commission internationale de nomenclature zoologique. Elle sera renommée en 1766 par Carl Von Linné : Laniarius Barbarius.

## Description
Le gonolek de barbarie mesure en moyenne à l'âge adulte 22 cm de long, il est caractérisé par une longue queue et des ailes relativement courtes. Les spécimens adultes arborent des couleurs très vives.
Le dimorphisme sexuel n'est pas prononcé, on retrouve les mêmes couleurs, jaune noir et rouge sur les deux sexes.
Seules les spécimens juvéniles se différencient en arborant un plumage plus terne que celui des adultes.

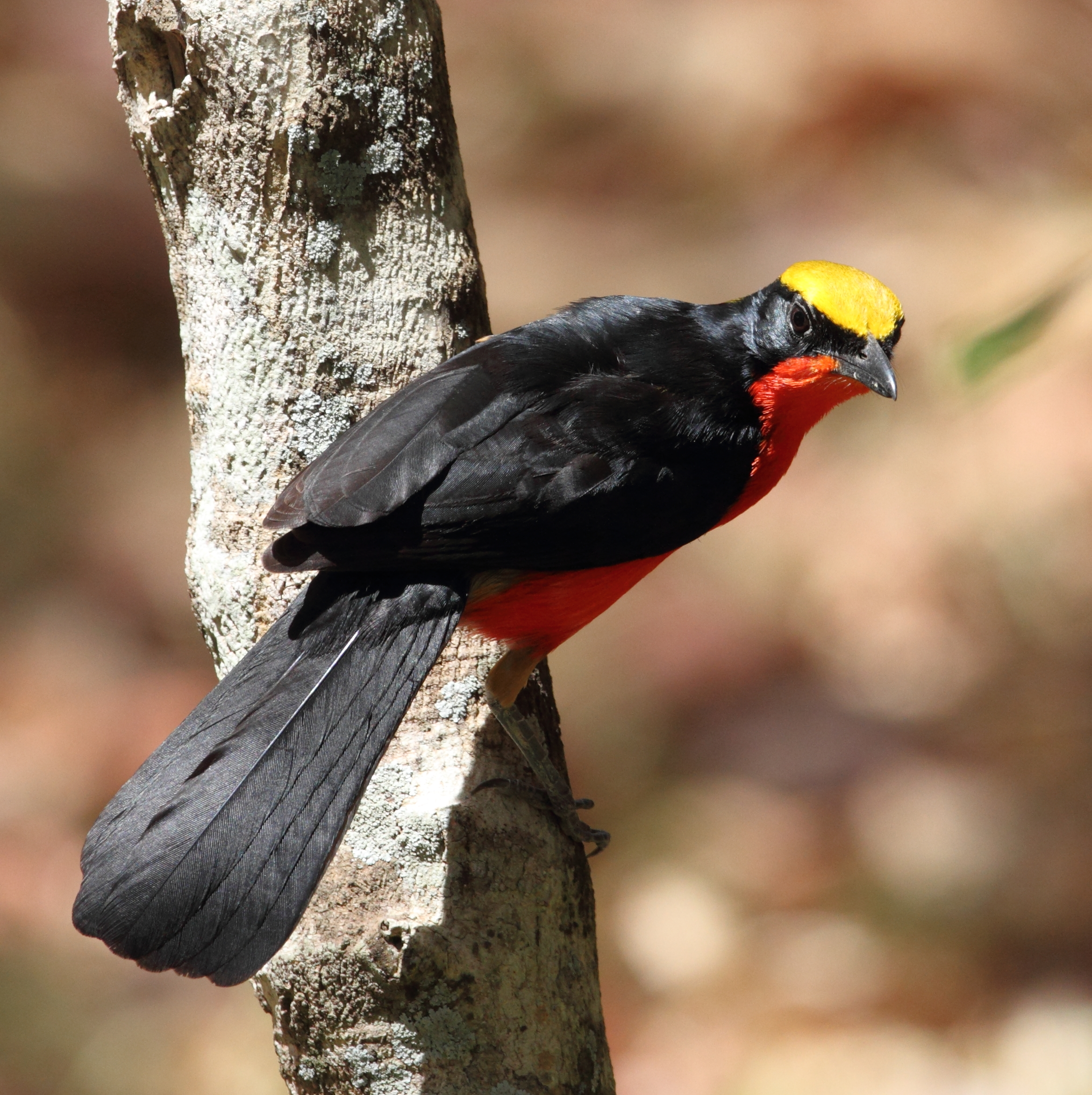
Un gonolek de barbarie adulte